# Wunibald Deininger
Wunibald Deininger (5. března 1879 Vídeň – 28. srpna 1963 Salcburk) byl vídeňský architekt a pedagog, žák Otto Wagnera.

## Život
Wunibald Deininger se narodil v rodině známých architektů. Jeho otec Julian Deininger (1852 - 1924) byl známý projektant a ředitel vídeňské průmyslové školy (učitel J. M. Olbricha), bratr Theodor i strýc Johann byli taktéž architekti. Matka Ludmila rozená Schönfussová pocházela z jižní Moravy.
Studoval na Státní průmyslové škole ve Vídni, pak nastoupil na Akademii výtvarného umění ve Vídni (1898 - 1902), první rok studoval u Viktora Luntze, pak tři roky u Otto Wagnera. Jako úspěšný student získal v roce 1901 Gundelovu stříbrnou dvorní cenu, jeho závěrečná práce (návrh umělecké kolonie) byla oceněna Římskou cenou se státním cestovním stipendiem.
Jeho první dílo hned v roce 1902 byl obytný dům Florahof na vídeňské Hauptstrasse. Než se osamostatnil spolupracoval se svým otcem Julianem Deiningerem (do roku 1910). Jako samostatný architekt projektoval především návrhy rodinných domů, kde zúročil poznatky z cest po Itálii a promítl prvky z anglické architektury. Jeho prvním samostatným projektem byl obytný dům J. E. Steinera ve Fulneku (1909 - 1910) . V období 1911 až 1913 pracoval na návrzích pro Moravskou Ostravu. Období 1. světové války prožil v Itálii (1914–1918). V roce 1919 získal místo na průmyslové škole v Salcburku a v období 1931 až 1946 byl profesorem Technické univerzity ve Štýrském Hradci. V Salcburku pokračoval v projektování jak obytných tak i veřejných staveb a vytvářel řadu urbanistických návrhů. 28. srpna v Salcburku zemřel. Jeho dílo je prezentováno v salcburském muzeu.

## Dílo

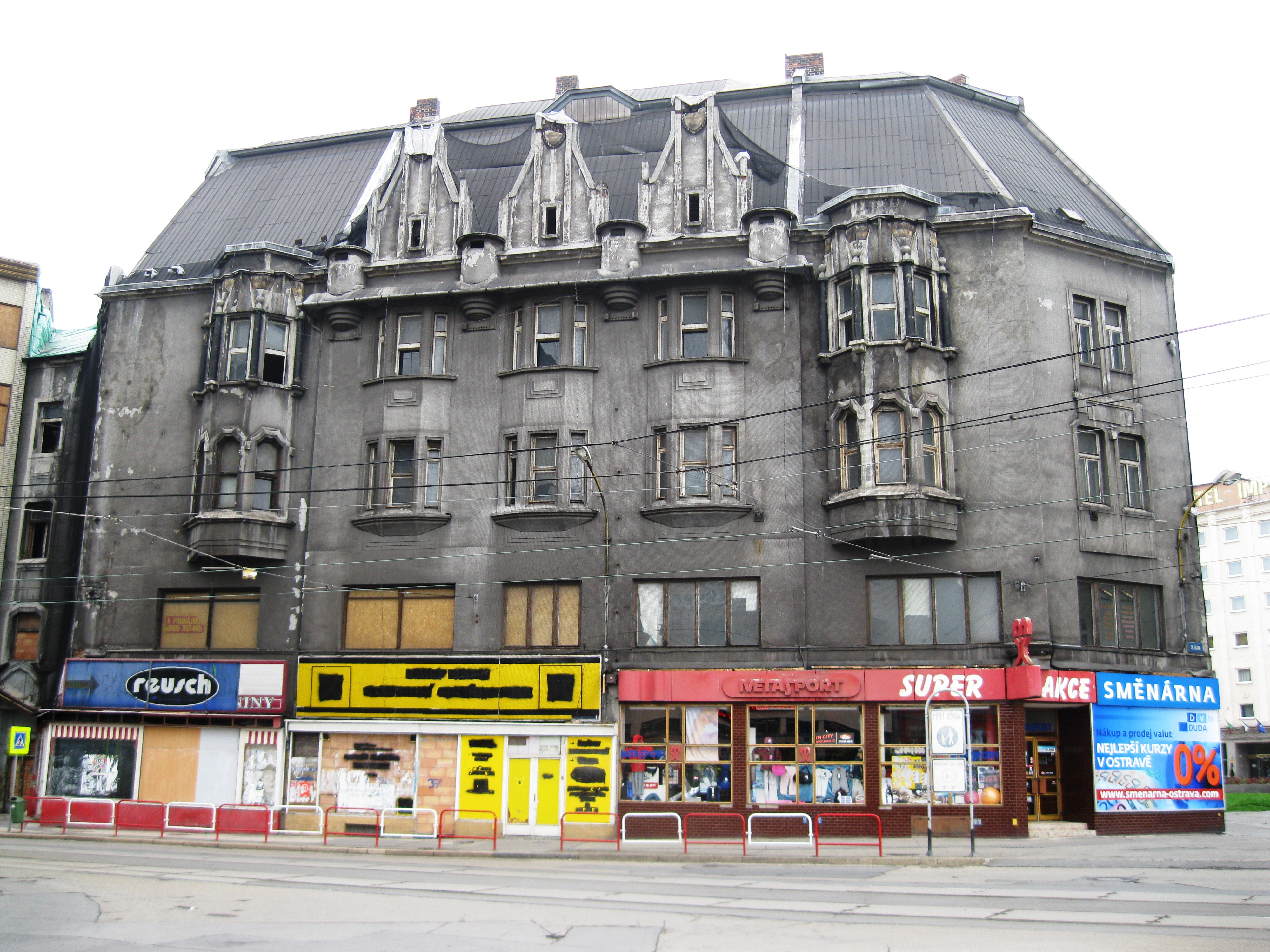
Obchodní a živnostenská banka v Moravské Ostravě

### Projekty a stavby
- studie Sommerovy vily pro lázně Jeseník zveřejnil v roce 1906
- 1911 barokněklasicistní návrh Obchodní a živnostenská komora v Linci - 1. cena[3]
- obdobný styl v 1913 návrh na Německé kasino v Praze[3] (nerealizováno)

### Ve spolupráci s Julianem Deinigerem
- Obchodní a živnostenská banka v Moravské Ostravě (1904 – 1906)[4]. Návrh byl oceněn prvním místem v architektonické soutěži[p. 4], které se zúčastnilo 71 autorů s 85 návrhy. Stavba byla zrealizována od května 1904 do května 1905.
- lázeňský dům U zlatého kříže v Karlových Varech (1906 – 1907)
- vila Ladewig v Gutensteinu (1904–1905)[5]
- Obchodní akademie ve Vídni (1906-1908).
- Obchod s nábytkem Richarda Ludwiga v Mödlingu (1910).

### Samostatné stavby v Ostravě
- Obytný dům J. E. Steinera ve Fulneku (1909 - 1910) pozdějšími přestavbami byl dům změněn k nepoznání.[6]
- Obytný dům Rudolfa Reisze (1911, Přívozská ul. 6) z původního pozdně secesního průčelí se dochovaly lizénové rámce a v interiéru zábradlí schodiště a terazzo na podestách.

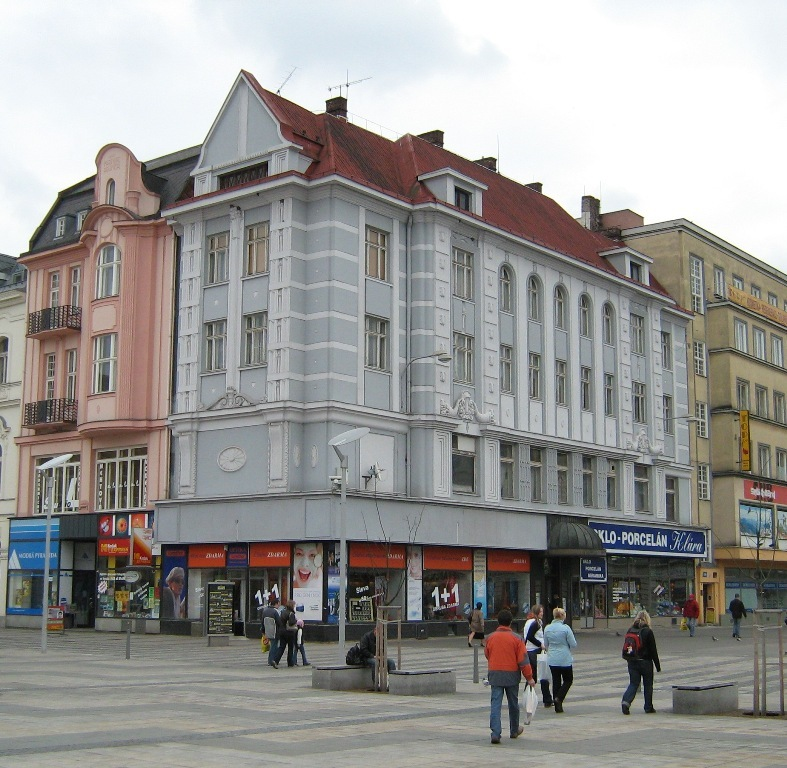
Dům dědiců I. Reisze a Anny Prunnerové.

- lékárna Moritze Ptaczka (1911, Masarykovo nám.), budova stála v severozápadním nároží nynějšího Masarykova náměstí, během 2. sv. války byla budova silně poškozena bombardováním a nahrazena novostavbou[3].
- Obytný dům Franze Echsnera[p. 5] (1912, 28. října 51, čp. 220), oproti dřívějšímu provedení je fasáda zjednodušena, v interiéru zachováno zaoblené schodiště a v chodbách keramický obklad s klasicizujícím dekorem.
- Obchodní a obytný dům stavitelů Vincenze Heinze a Gustava Kulky ( 1912, 28. října 57, čp. 1502)
- Obchodní dům Ferdinanda Aufrichta s kavárnou Evropa (1911 - 1913, 28. října 55, čp. 238). Nárožní třípatrový dům s věží původně samostatný dům. V meziválečném období v nároží přistavěna dvoupodlažní kavárna[p. 6]. Na počátku 60. let 20. století dům začleněn do hotelu Palace a radikálně upraven.[7]
- Nájemní dům dědiců Anny Prunnerové (1911, Masarykovo nám. 31, čp. 50)[8]
- Nájemní dům dědiců Ignaze Reisze (jaro 1912, 28. října 23, čp. 49).[9] Nejlépe dochovaný příklad neobiedermeieru, inspirovaného architekturou 1. poloviny 19. stol.[10] Nájemní dům postavil stavitel Max Löwy z Moravské Ostravy.

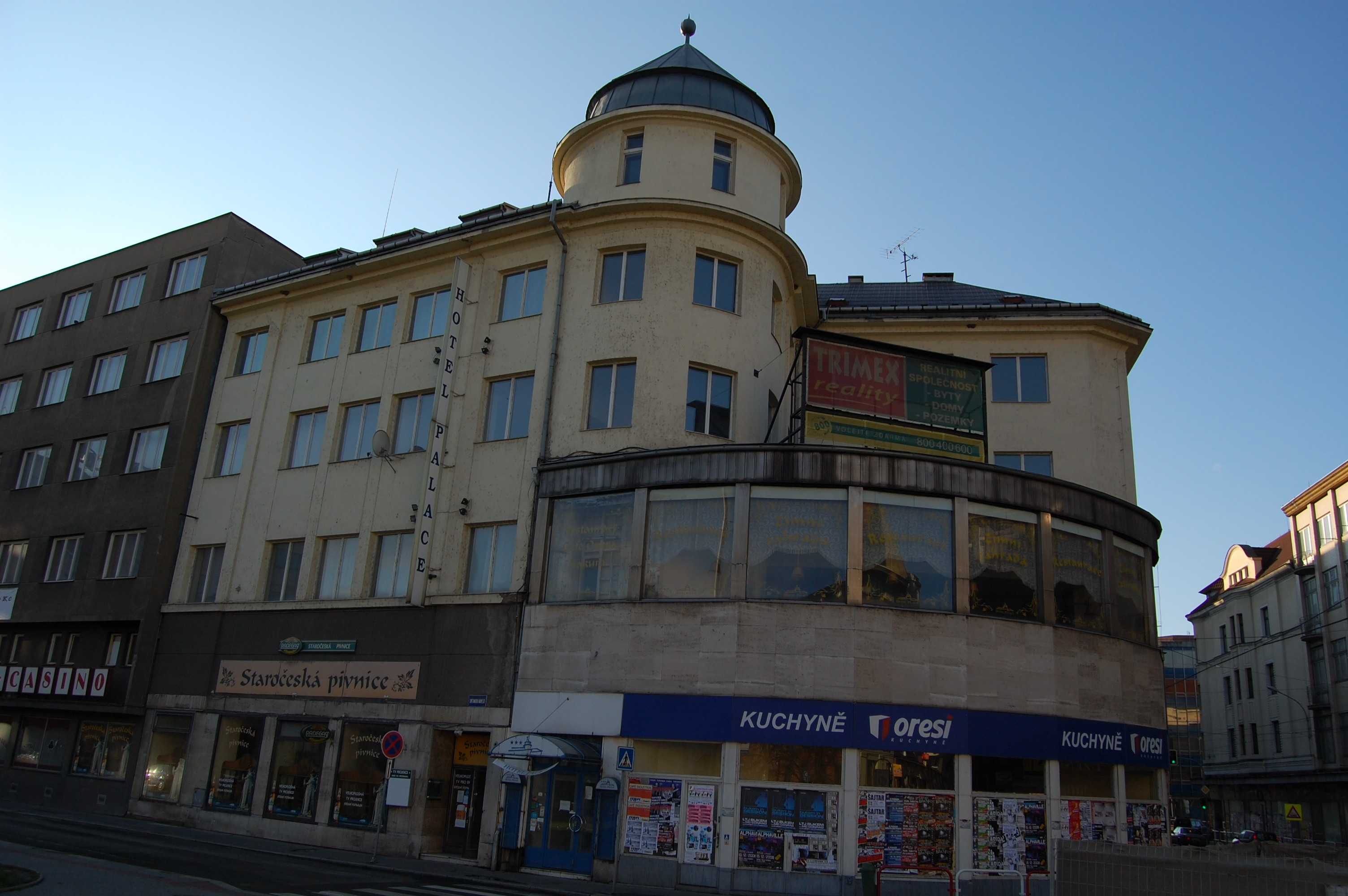
Obytný dům s kavárnou F. Aufrichta, pohled z ulice 28. října.

- 1912–1913 Hotel National (od roku 1939 nazýván Palace) patří mezi nejvýznamnější díla Wunibalda Deiningera.[11] Hotel nabízel hostům 83 pokojů, tři jídelny, bar, klub, měšťanský restaurant a cukrárnu s dámskou kavárnou.[12] Hotel byl otevřen v roce 18. února 1913. Přestavba 1929 – 1930 Arnošt Korner. Budova měla půdorys písmene U, skeletovou železobetonovou konstrukci s velkým sálem s bočními křídly z cihlového zdiva. Průčelí symetrické v duchu neoklasicismu. Střed hlavního průčelí tvořil čtyřosý plochý rizalit členěn kanelovanými lizénami a završený trojúhelníkovým štítem. Parter zaujímala čtyři vysoká okna hlavního sálu, po stranách byly výkladce, oddělené kazetovými nebo kanelovanými pilastry. Na obou stranách bylo průčelí rámováno cylindrickými rizality se zvoncovými stříškami, s výzdobou v podobě "sítě" a koncentrických čtverců. Plocha průčelí v patrech byla členěna kanelovanými lizénami. Pilastry parteru byly zakončeny květinovými koši, lizény středního rizalitu figurálními reliéfy. Monumentalita budovy a její jedinečnost v daném prostředí byla zdůrazněna vysokou mansardovou novobarokně formovanou střechou.[13] Stavitelem byl Max Löwy z Moravské Ostravy. Interiéry vytvořili podle Deiningerových návrhů vídeňský dvorní stolař Richard Ludwig se svým synem (architekt). Při rekonstrukci v letech 1929 – 1930 byl hotel rozšířen o obdélné křídlo. V druhé polovině 60. let 20. století byl hotel přestavován, budova nastavována a hrubě deklasována (typizovaná okna, břizolitová fasáda hotelu a sousedních budov, zničení všech prvků a detailů). Z původního řešení exteriéru zbyl plochý rizalit a rytmus členění okenních os. Z původního interiéru je zachován prostor jídelny se šachovnicovou dlažbou v přízemí a zadní schodiště.
- 1948 Hotel Eden, Seefeld, Münchnerstraße 136, Tyrolsko[5]

Stavby v Salcburku
- 1922–1924 obytný komplex Gartensiedlung, Plainstraße 59[5]

- Policejní kasárna v Salcburku (1928-31), citlivě zakomponovaná do historické zástavby.
- Wehrlerovo sanatorium (1926 a 1931).
- Sociální útulek v Paris-Lodron-Strasse (1927-1928,1931)[3] (Salcburský dům spásy a muzeum tohoto spolku)[5]
- 1938–1939 Dům Franze a Rosy Gollhoferových, Blumensteinstraße 5 (spolupracovníkem Josef Jenner)[5]
- 1957–1959 Dům Viléma a Markéty Lanzových, Aignerstraße 28 (spolupracovník Josef Jenner)[5]

## Rodina
V roce 1912 se oženil s Dorou Marií Gráfovou, se kterou se rozvedl v roce 1921, jejich manželský svazek byl bezdětný. V roce 1922 se znovu oženil s Margaretou Jägermayerovou. Z tohoto svazku vzešly tři děti:
- syn Norbert narozen v roce 1923,
- dcera Annemarie Berta Ludmilla narozená v roce 1924,
- syn Oskar narozen v roce 1933.

Měl tři sourozence, dvě sestry Elsu a Ellu a bratra Theodora (1881–1908), který byl také architekt.